# ویلیام جونز (ریاضی‌دان)
ویلیام جونز (به انگلیسی: William Jones)‏ (۱۶۷۵ – ۳ ژوئیهٔ ۱۷۴۹) ریاضی‌دان اهل پادشاهی انگلستان بود.
او در نوامبر ۱۷۱۱ به‌عنوان همکار انجمن سلطنتی (FRS) برگزیده شد و بعدها قائم‌مقام انجمن شد.